# 2013 في الاتحاد الأوروبي
فعاليات العام 2013 في الاتحاد الأوروبي.
تم تعيين 2013 على النحو التالي:
- السنة الأوروبية للمواطنين

## الحكم
- رئيس المجلس الأوروبي –  هيرمان فان رومبوي[1]
- رئيس المفوضية –  دوراو باروسو
- رئاسة مجلس –  أيرلندا (كانون الثاني – حزيران 2013),  ليتوانيا (تموز – كانون الأول 2013)
- رئيس البرلمان –  مارتن شولتز
- الممثل السامي –  كاترين أشتون

## الأحداث

### كانون الثاني
- 1 كانون الثاني
  - تتولى أيرلندا الرئاسة الدورية لمجلس الاتحاد الأوروبي لمدة ستة أشهر من قبرص. الأولويات الرئيسية الثلاث للرئاسة هي الاستقرار والوظائف والنمو.

### تموز
- 1 تموز
  - كرواتيا تنضم إلى الاتحاد الأوروبي, بعد التصديق على معاهدة الانضمام لعام 2011 من قبل جميع دول الاتحاد الأوروبي الأخرى. في هذا التوسيع السابع للاتحاد الأوروبي, يرتفع العدد الإجمالي للدول الأعضاء إلى 28, واللغات الرسمية إلى 24.[2]
  - تتولى ليتوانيا الرئاسة الدورية لمجلس الاتحاد الأوروبي لمدة ستة أشهر من أيرلندا.

## عاصمة الثقافة الأوروبية
عاصمة الثقافة الأوروبية هي مدينة حددها الاتحاد الأوروبي لمدة سنة تقويمية واحدة, تنظم خلالها سلسلة من الفعاليات الثقافية ذات البعد الأوروبي القوي.
- مارسيليا، فرنسا
- كوشيتسه، سلوفاكيا